# Nazarabad (shahrestan)
Nazarabad (persiska: شهرستان نظرآباد) är en shahrestan, delprovins, i Iran. Den ligger i provinsen Alborz, i den norra delen av landet. Administrativt centrum är staden Nazarabad.
Delprovinsen hade 152 437 invånare 2016.